# Minla strigula
La minla colicastaña (Minla strigula) es una especie de ave paseriforme de la familia Leiothrichidae propia de las montañas de la región indomalaya.
Se encuentra en las montañas del Himalaya y sudeste de Asia, distribuido por Bután, India, Laos, Malasia, Myanmar, Nepal, Tailandia, Tíbet y Vietnam. Su hábitat natural es el subtropical y tropical húmedo.

## Galería de imágenes

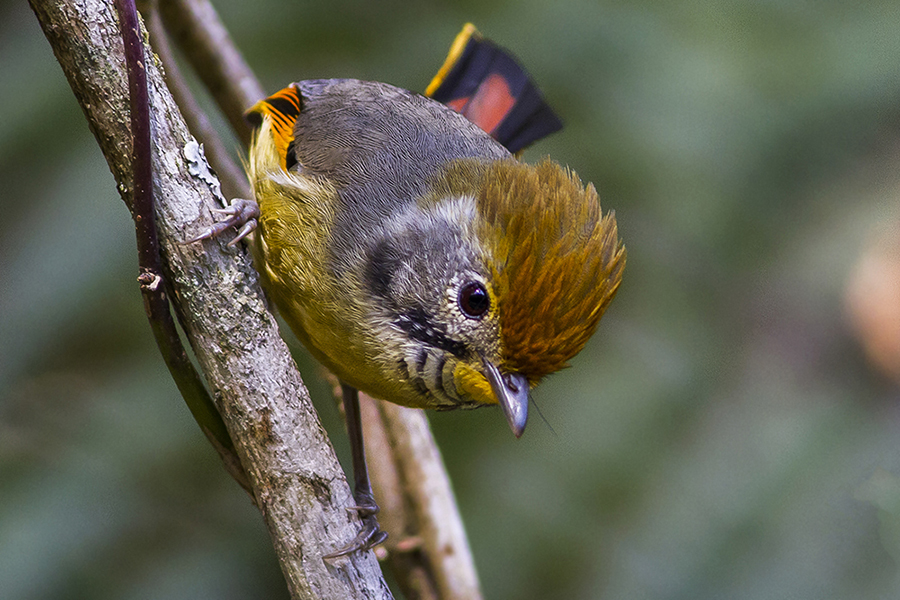
Espécimen del Fambong Lho Wildlife Sanctuary, Sikkim, India.
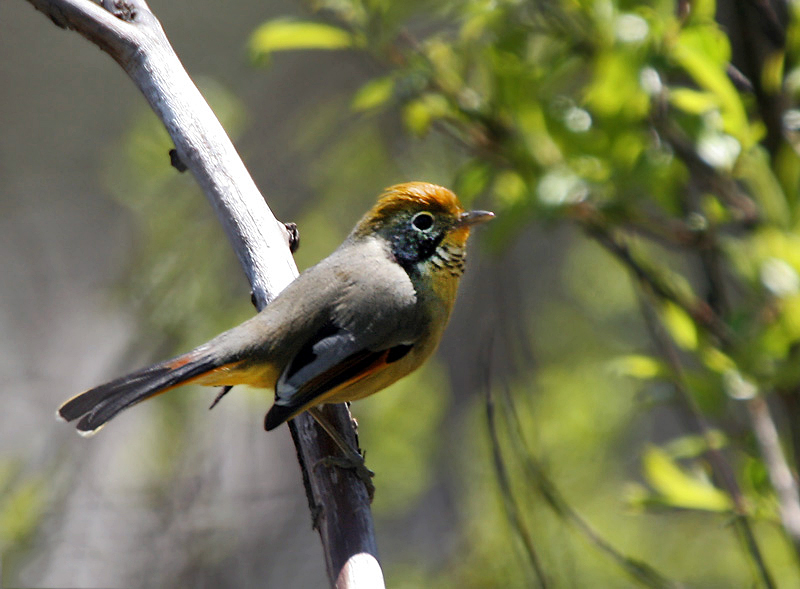
Espécimen de Kullu, Distrito de Himachal Pradesh, India.